# Список млекопитающих Гайаны
Это список видов млекопитающих, зарегистрированных в Гайане. В Гайане насчитывается 219 видов млекопитающих.
Следующие теги используются для выделения статуса сохранения каждого вида по оценке МСОП:
- — вымершие в дикой природе виды
- — исчезнувшие в дикой природе, представители которых сохранились только в неволе
- — виды на грани исчезновения (в критическом состоянии)
- — виды под угрозой исчезновения
- — уязвимые виды
- — виды, близкие к уязвимому положению
- — виды под наименьшей угрозой
- — виды, для оценки угрозы которым не хватает данных

Некоторые виды были оценены с использованием более ранних критериев. Виды, оцененные с использованием этой системы, имеют следующие категории вместо угрожаемых и наименее опасных:
| LR/cd | Lower risk/conservation dependent | Виды, которые были в центре внимания программ сохранения и, возможно, перешли в категорию более высокого риска, если эта программа была прекращена. |
| LR/nt | Lower risk/near threatened        | Виды, которые близки к тому, чтобы классифицироваться как уязвимые, но не являются объектом программ сохранения.                                    |
| LR/lc | Lower risk/least concern          | Виды, для которых не существует идентифицируемых рисков.                                                                                            |

## Подкласс:Звери

### Инфракласс:Плацентарные

#### Отряд:Сирены(ламантины и дюгони)
- Семейство: Ламантиновые
  - Род: Ламантины

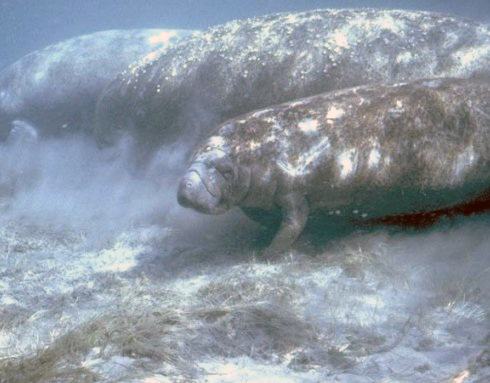
Американский ламантин

    - Американский ламантин, Trichechus manatus VU

#### Отряд:Броненосцы(броненосцы)
- Семейство: Броненосцевые
  - Подсемейство: Dasypodinae
    - Род: Девятипоясные броненосцы
      - Броненосец Капплера, Dasypus kappleri LC
      - Девятипоясный броненосец, Dasypus novemcinctus LC

  - Подсемейство: Tolypeutinae
    - Род: Голохвостые броненосцы
      - Большой броненосец, Cabassous unicinctus LC

    - Род: Гигантские броненосцы
      - Гигантский броненосец, Priodontes maximus VU

#### Отряд:Неполнозубые(муравьеды, ленивцы и тамандуа)
- Подотряд: Ленивцы
  - Семейство: Трёхпалые ленивцы
    - Род: Bradypus

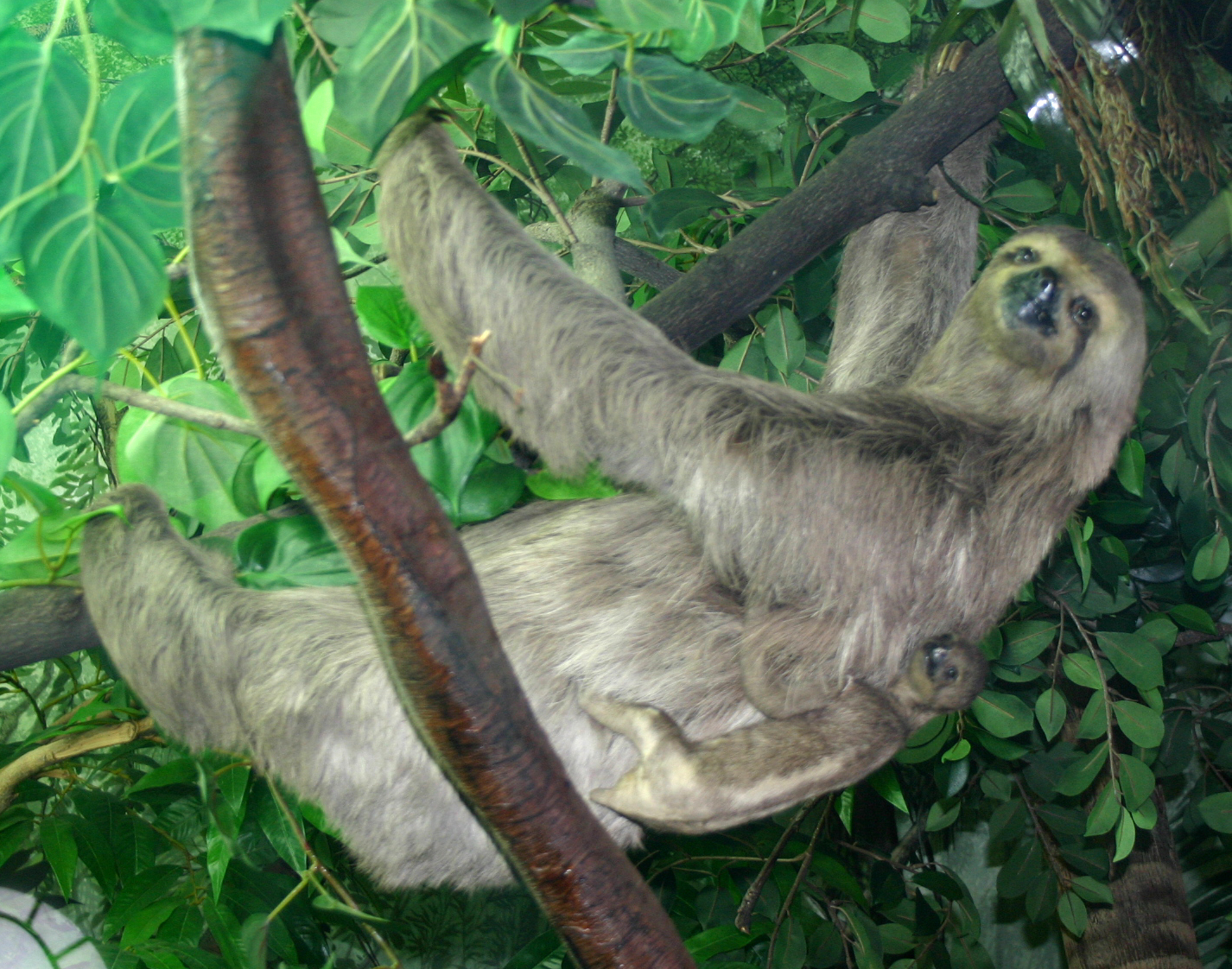
Трёхпалый ленивец

      - Трёхпалый ленивец, Bradypus tridactylus LC

  - Семейство: Двупалоленивцевые
    - Род: Двупалые ленивцы
      - Двупалый ленивец, Choloepus didactylus LC
- Подотряд: Vermilingua
  - Семейство: Cyclopedidae
    - Род: Карликовые муравьеды
      - Карликовый муравьед, Cyclopes didactylus LC

  - Семейство: Муравьедовые
    - Род: Гигантские муравьеды
      - Гигантский муравьед, Myrmecophaga tridactyla NT

    - Род: Четырёхпалые муравьеды
      - Тамандуа, Tamandua tetradactyla LC

#### Отряд:Приматы
- Подотряд: Сухоносые приматы
  - Инфраотряд: Обезьянообразные

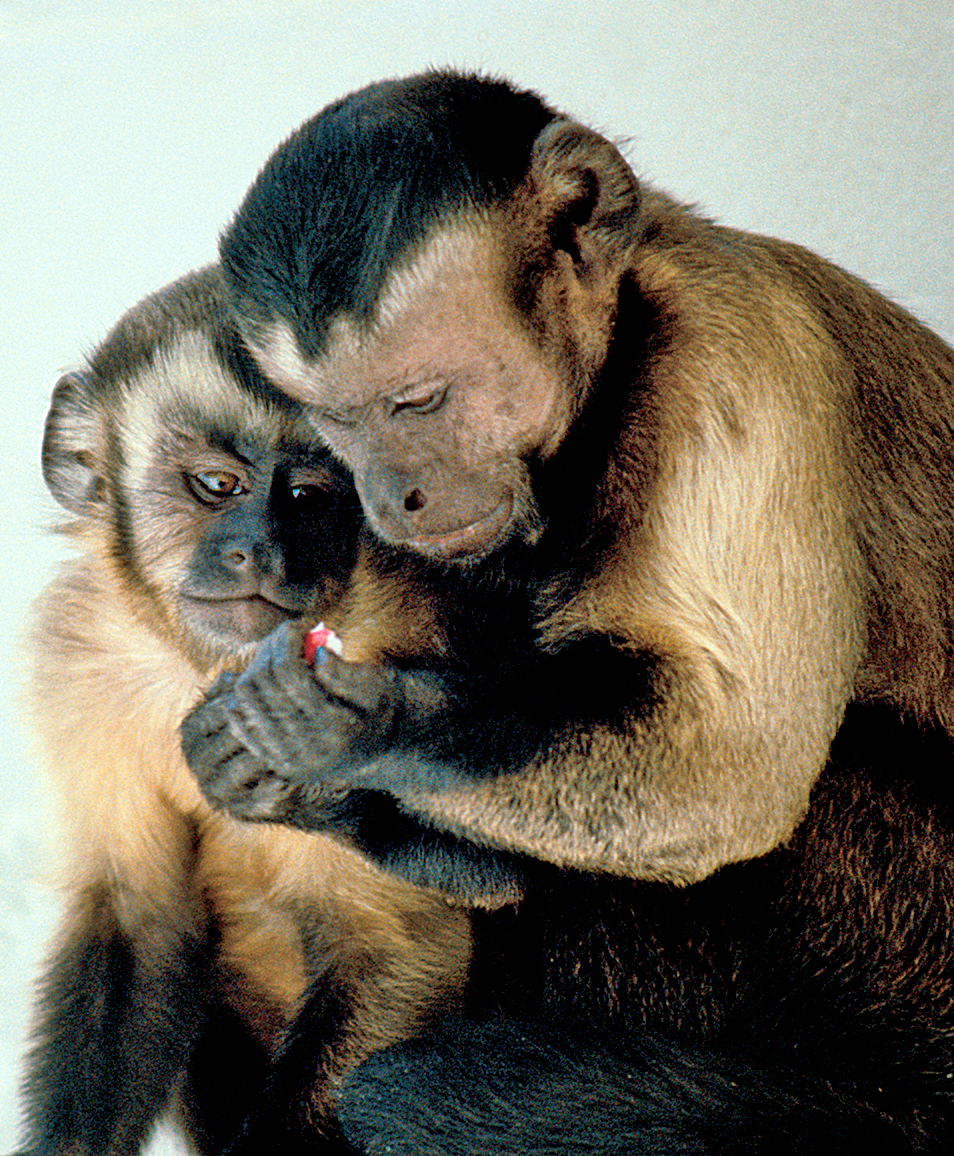
Капуцин-фавн

    - Парвотряд: Широконосые обезьяны (Обезьяны Нового Света)
      - Семейство: Капуциновые
        - Подсемейство: Cebinae
          - Род: Капуцины
            - Траурный капуцин, Cebus olivaceus LC

          - Род: Саймири
            - Беличий саймири, Saimiri sciureus LC

          - Род: Хохлатые капуцины
            - Капуцин-фавн, Sapajus apella LC

      - Семейство: Игрунковые
        - Род: Тамарины
          - Краснорукий тамарин, Saguinus midas LC

      - Семейство: Саковые
        - Подсемейство: Pitheciinae
          - Род: Саки
            - Бледный саки, Pithecia pithecia LC

          - Род: Красноспинные саки
            - Chiropotes chiropotes LC

      - Семейство: Паукообразные обезьяны
        - Подсемейство: Atelinae
          - Род: Коаты
            - Краснолицая коата, Ateles paniscus LC

        - Подсемейство: Alouattinae
          - Род: Ревуны
            - Гайянский ревун, Alouatta macconnelli LC

#### Отряд:Грызуны(грызуны)
- Подотряд: Дикобразообразные

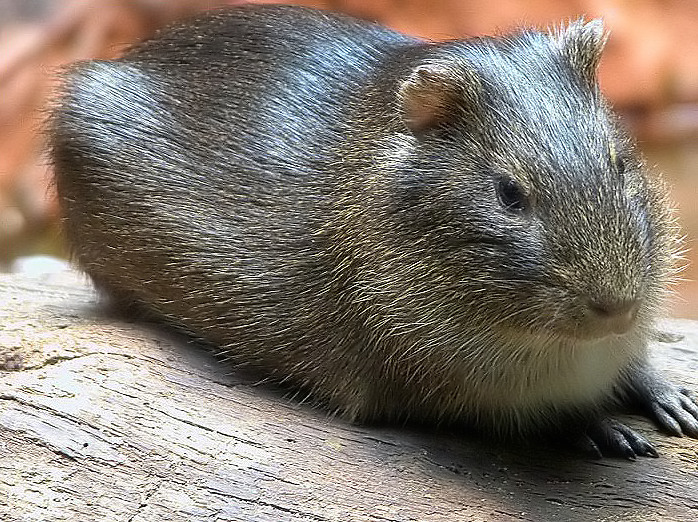
Бразильская свинка

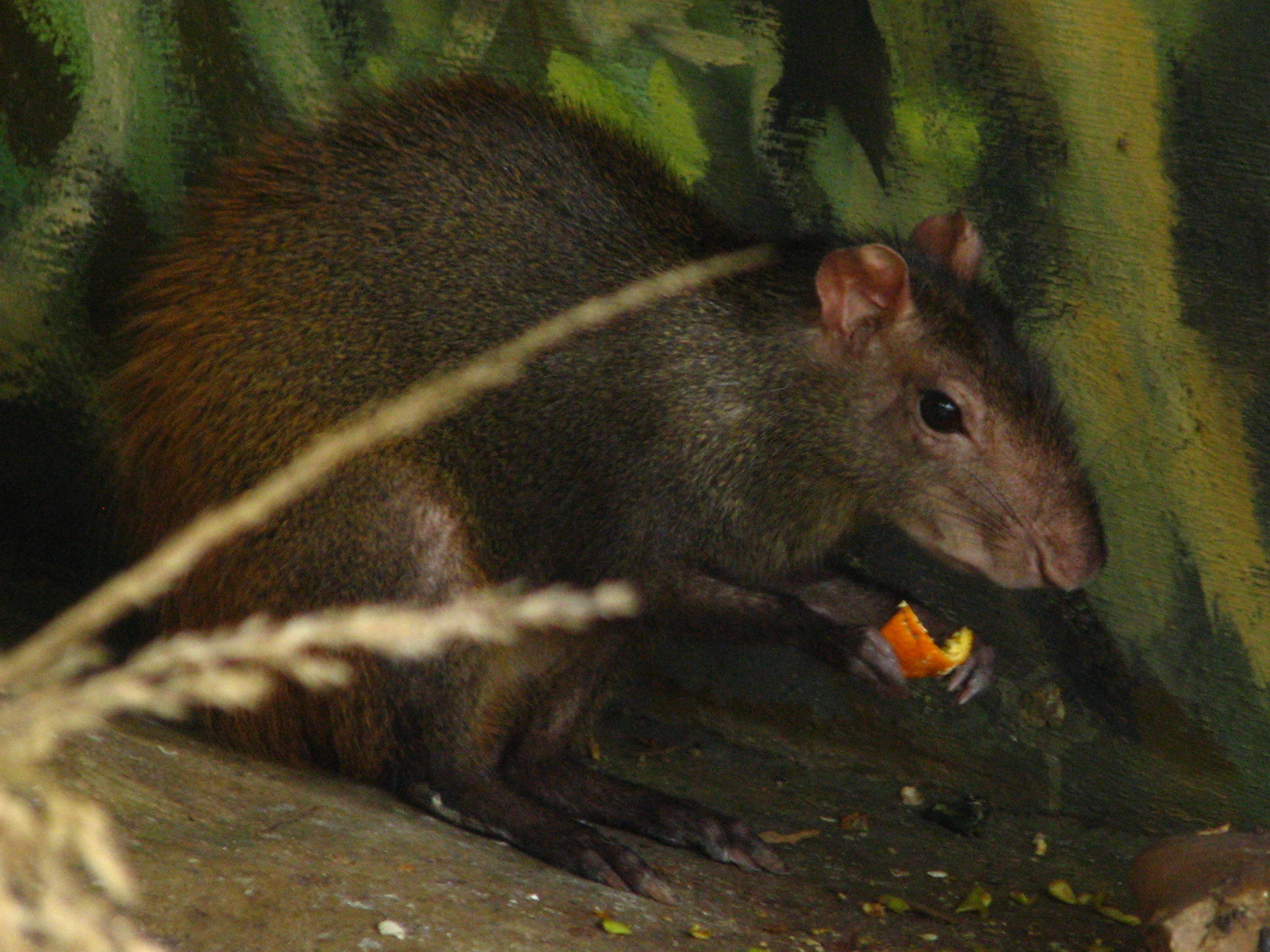
Бразильский агути

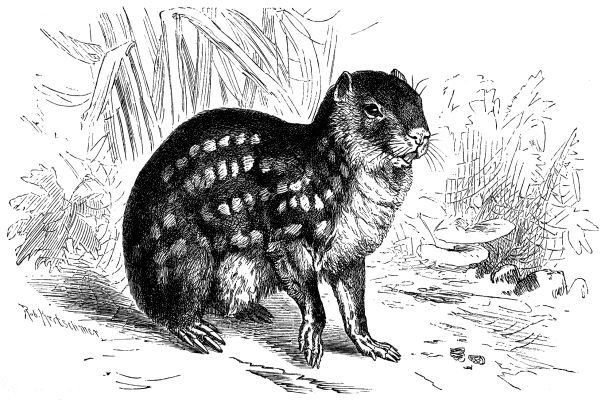
Пака

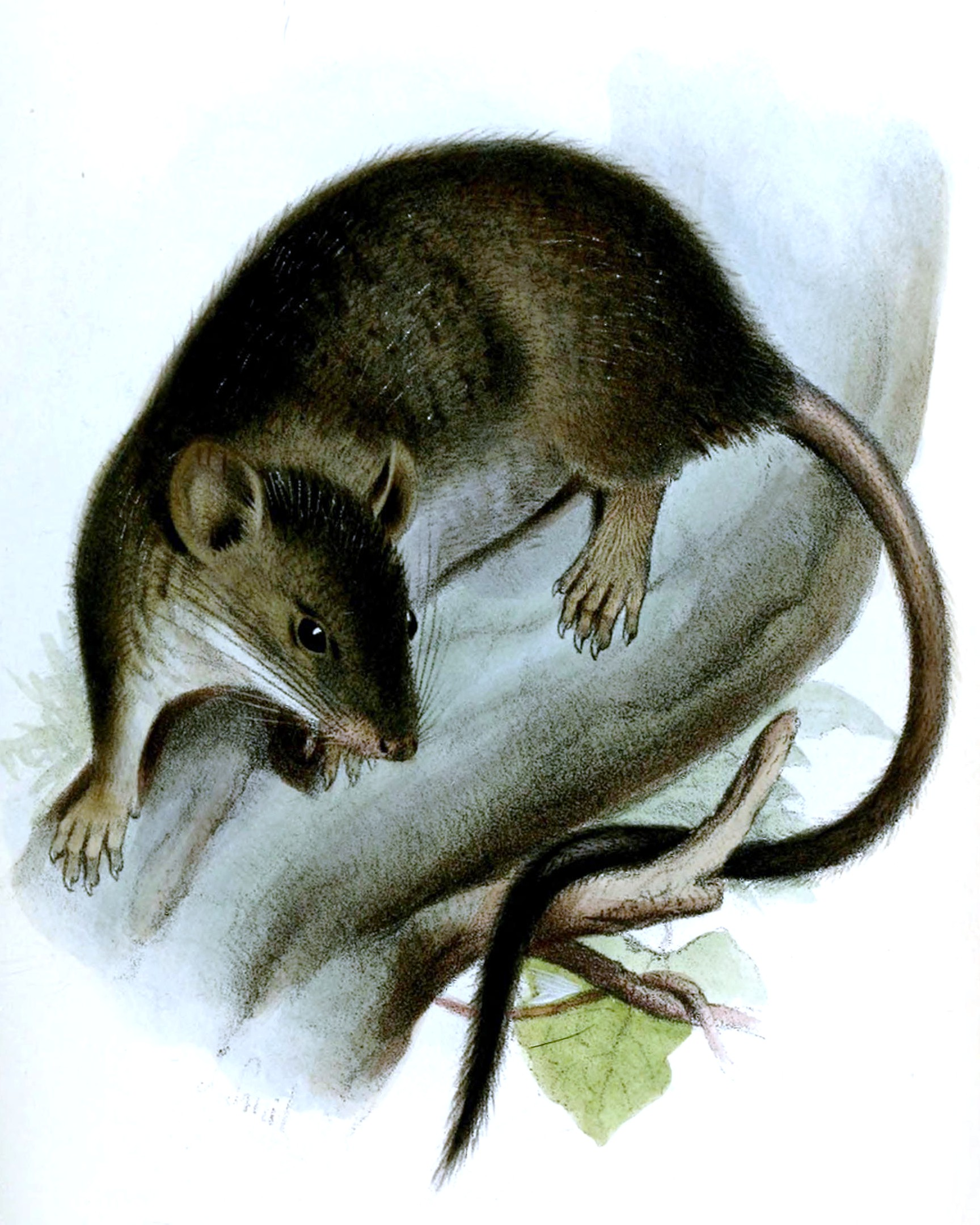
Белоногий лазающий хомячок

  - Семейство: Американские дикобразы (Дикобразы Нового Света)
    - Подсемейство: Erethizontinae
      - Род: Цепкохвостые дикобразы
        - Цепкохвостый дикобраз, Coendou prehensilis LR/lc

  - Семейство: Свинковые (морские свинки)
    - Подсемейство: Настоящие свинковые
      - Род: Свинки
        - Бразильская свинка, Cavia aperea LR/lc
        - Морская свинка, Cavia porcellus LR/lc

    - Подсемейство: Hydrochoerinae (капибары и скальные свинки)
      - Род: Водосвинки
        - Капибара, Hydrochoerus hydrochaeris LR/lc

  - Семейство: Агутиевые (агути и пака)
    - Род: Агути
      - Чёрный агути, Dasyprocta fuliginosa LR/lc
      - Бразильский агути, Dasyprocta leporina LR/lc

    - Род: Пунчаны
      - Пунчана, Myoprocta acouchy LR/lc

    - Род: Паки
      - Пака, Cuniculus paca LC

  - Семейство: Щетинистые крысы
    - Подсемейство: Echimyinae
      - Род: Коноконо
        - Isothrix sinnamariensis DD

      - Род: Makalata
        - Makalata armata LR/lc

    - Подсемейство: Eumysopinae
      - Род: Мезомисы
        - Колючая древесная крыса, Mesomys hispidus LR/lc

      - Род: Щетинистые крысы
        - Proechimys cayennensis LR/lc
        - Щетинистая крыса Кювье, Proechimys cuvieri LR/lc
        - Гвианская щетинистая крыса, Proechimys hoplomyoides LR/lc
- Подотряд: Белкообразные
  - Семейство: Беличьи (белки)
    - Подсемейство: Sciurinae
      - Триба: Sciurini
        - Род: Белки
          - Гвианская белка, Sciurus aestuans LR/lc
          - Желтогорлая белка, Sciurus gilvigularis LR/lc

  - Семейство: Хомяковые
    - Подсемейство: Sigmodontinae
      - Род: Holochilus
        - Holochilus sciureus LR/lc

      - Род: Колючие рисовые хомячки
        - Гвианский колючий хомячок, Neacomys guianae LR/lc
        - Колючий хомячок, Neacomys spinosus LR/lc

      - Род: Горные рыбоядные хомяки
        - Венесуэльский рыбоядный хомяк, Neusticomys venezuelae EN

      - Род: Древесные рисовые хомячки
        - Двухцветный древесный хомячок, Oecomys bicolor LR/lc
        - Бразильский древесный хомячок, Oecomys paricola LR/lc
        - Королевский древесный хомячок, Oecomys rex LR/lc
        - Древесный хомячок Роберта, Oecomys roberti LR/lc
        - Красный древесный хомячок, Oecomys rutilus LR/lc
        - Тринидадский древесный хомячок, Oecomys trinitatis LR/lc

      - Род: Карликовые рисовые хомячки
        - Бурый рисовый хомячок, Oligoryzomys fulvescens LR/lc

      - Род: Рисовые хомяки
        - Oryzomys megacephalus LR/lc
        - Венесуэльский рисовый хомяк, Oryzomys yunganus LR/lc

      - Род: Podoxymys
        - Рораимский хомячок, Podoxymys roraimae LR/nt

      - Род: Южноамериканские лазающие хомячки
        - Белоногий лазающий хомячок, Rhipidomys leucodactylus LR/lc
        - Лазающий хомячок Макконнелла, Rhipidomys macconnelli LR/lc
        - Блестящий лазающий хомячок, Rhipidomys nitela LR/lc

      - Род: Хлопковые хомяки
        - Хлопковый хомяк Элстона, Sigmodon alstoni LR/lc

      - Род: Камышовые хомячки
        - Короткохвостый камышовый хомячок, Zygodontomys brevicauda LR/lc

#### Отряд:Зайцеобразные(зайцеобразные)
- Семейство: Зайцевые (кролики, зайцы)
  - Род: Американские кролики
    - Бразильский кролик, Sylvilagus brasiliensis LR/lc

#### Отряд:Рукокрылые(летучие мыши)
- Семейство: Зайцегубые
  - Род: Зайцегубы

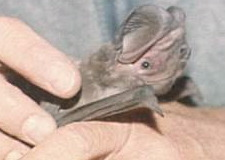
Западный эумопс

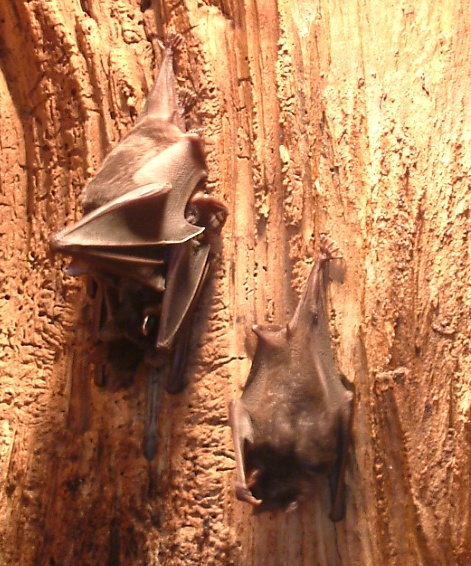
Бледный копьенос

    - Малый зайцегуб, Noctilio albiventris LR/lc
    - Большой зайцегуб, Noctilio leporinus LR/lc
- Семейство: Гладконосые летучие мыши
  - Подсемейство: Myotinae
    - Род: Ночницы
      - Парагвайская ночница, Myotis albescens LR/lc
      - Чёрная ночница, Myotis nigricans LR/lc
      - Речная ночница, Myotis riparius LR/lc

  - Подсемейство: Vespertilioninae
    - Род: Кожаны
      - Бразильский кожан, Eptesicus brasiliensis LR/lc
      - Аргентинский кожан, Eptesicus furinalis LR/lc

    - Род: Волосатохвосты
      - Lasiurus atratus DD
      - Lasiurus blossevillii LR/lc
      - Южный волосатохвост, Lasiurus ega LR/lc
- Семейство: Бульдоговые летучие мыши
  - Род: Cynomops
    - Cynomops abrasus LR/nt
    - Cynomops greenhalli LR/lc
    - Cynomops planirostris LR/lc

  - Род: Эумопсы
    - Эумопс Петерса, Eumops bonariensis LR/lc
    - Эумопс Вагнера, Eumops glaucinus LR/lc
    - Эумопс Санборна, Eumops hansae LR/lc
    - Гвианский эумопс, Eumops maurus VU
    - Западный эумопс, Eumops perotis LR/lc

  - Род: Широкоморды
    - Матугросский широкоморд, Molossops mattogrossensis LR/nt

  - Род: Бархатные складчатогубы
    - Molossus ater LR/lc
    - Складчатогуб Палласа, Molossus molossus LR/lc
    - Складчатогуб Миллера, Molossus pretiosus LR/lc
    - Синалоаский складчатогуб, Molossus sinaloae LR/lc

  - Род: Центральноамериканские складчатогубы
    - Колючкоухий складчатогуб, Nyctinomops aurispinosus LR/lc
    - Толстохвостый складчатогуб, Nyctinomops laticaudatus LR/lc
    - Большой американский складчатогуб, Nyctinomops macrotis LR/lc

  - Род: Хохлатые складчатогубы
    - Хохлатый складчатогуб, Promops centralis LR/lc
- Семейство: Футлярохвостые
  - Род: Centronycteris
    - Мешкокрыл Максимилиана, Centronycteris maximiliani LR/lc

  - Род: Cormura
    - Короткомордый мешкокрыл, Cormura brevirostris LR/lc

  - Род: Cyttarops
    - Короткоухий мешкокрыл, Cyttarops alecto LR/nt

  - Род: Белые мешкокрылы
    - Белый мешкокрыл, Diclidurus albus LR/lc
    - Колумбийский мешкокрыл, Diclidurus ingens VU
    - Венесуэльский мешкокрыл, Diclidurus isabellus LR/nt
    - Малый белый мешкокрыл, Diclidurus scutatus LR/lc

  - Род: Пероптериксы
    - Мешкокрыл Капплера, Peropteryx kappleri LR/lc
    - Белокрылый мешкокрыл, Peropteryx leucoptera LR/lc

  - Род: Хоботковые мешкокрылы
    - Хоботковый мешкокрыл, Rhynchonycteris naso LR/lc

  - Род: Обыкновенные мешкокрылы
    - Двулинейный мешкокрыл, Saccopteryx bilineata LR/lc
    - Седой мешкокрыл, Saccopteryx canescens LR/lc
    - Малый мешкокрыл, Saccopteryx leptura LR/lc
- Семейство: Подбородколистые
  - Род: Голоспинные подбородколисты
    - Подбородколист Дэви, Pteronotus davyi LR/lc
    - Голоспинный подбородколист, Pteronotus gymnonotus LR/lc
    - Подбородколист Парнелла, Pteronotus parnellii LR/lc
    - Мексиканский подбородколист, Pteronotus personatus LR/lc
- Семейство: Листоносые
  - Подсемейство: Настоящие листоносы
    - Род: Glyphonycteris
      - Glyphonycteris daviesi LR/nt

    - Род: Lampronycteris
      - Lampronycteris brachyotis LR/lc

    - Род: Меченосы
      - Меченос Томеса, Lonchorhina aurita LR/lc

    - Род: Lophostoma
      - Lophostoma brasiliense LR/lc
      - Lophostoma carrikeri VU
      - Lophostoma schulzi VU
      - Lophostoma silvicolum LR/lc

    - Род: Macrophyllum
      - Длинноногий листонос, Macrophyllum macrophyllum LR/lc

    - Род: Малые большеухие листоносы
      - Micronycteris brosseti DD
      - Волосатый большеухий листонос, Micronycteris hirsuta LR/lc
      - Малый большеухий листонос, Micronycteris megalotis LR/lc
      - Белобрюхий листонос, Micronycteris minuta LR/lc

    - Род: Копьеносы Грея
      - Копьенос Беннетта, Mimon bennettii LR/lc
      - Полосатый копьенос, Mimon crenulatum LR/lc

    - Род: Phylloderma
      - Копьенос Петерса, Phylloderma stenops LR/lc

    - Род: Копьеносы
      - Бледный копьенос, Phyllostomus discolor LR/lc
      - Длиннолистый копьенос, Phyllostomus elongatus LR/lc
      - Большой копьенос, Phyllostomus hastatus LR/lc

    - Род: Круглоухие листоносы
      - Tonatia saurophila LR/lc

    - Род: Trachops
      - Бахромчатогубый листонос, Trachops cirrhosus LR/lc

    - Род: Trinycteris
      - Trinycteris nicefori LR/lc

    - Род: Ложные вампиры
      - Большой листонос, Vampyrum spectrum LR/nt

  - Подсемейство: Lonchophyllinae
    - Род: Lionycteris
      - Лиониктерис, Lionycteris spurrelli LR/lc

    - Род: Нектароядные копьеносы
      - Копьенос Томаса, Lonchophylla thomasi LR/lc

  - Подсемейство: Длинномордые листоносы
    - Род: Бесхвостые длинноносы
      - Хвостатый длиннонос, Anoura caudifera LR/lc
      - Бесхвостый длиннонос, Anoura geoffroyi LR/lc

    - Род: Длиннохвостые длинноносы
      - Длиннонос Годмана, Choeroniscus godmani LR/nt
      - Малый длиннонос, Choeroniscus minor LR/lc

    - Род: Длинноязыкие листоносы
      - Листонос Миллера, Glossophaga longirostris LR/lc
      - Землеройковидный листонос, Glossophaga soricina LR/lc

    - Род: Lichonycteris
      - Бурый длинноязыкий листонос, Lichonycteris obscura LR/lc

  - Подсемейство: Короткохвостые листоносы
    - Род: Короткохвостые листоносы
      - Каштановый листонос, Carollia castanea LR/lc
      - Очковый листонос, Carollia perspicillata LR/lc

    - Род: Карликовые листоносы
      - Карликовый листонос, Rhinophylla pumilio LR/lc

  - Подсемейство: Фруктоядные листоносы
    - Род: Ametrida
      - Малый складчатоморд Ametrida centurio LR/lc

    - Род: Фруктоядные листоносы
      - Колумбийский фруктоядный листонос, Artibeus amplus LR/nt
      - Серый листонос, Artibeus cinereus LR/lc
      - Серебристый листонос, Artibeus glaucus LR/lc
      - Ямайский листонос, Artibeus jamaicensis LR/lc
      - Большой фруктоядный листонос, Artibeus lituratus LR/lc
      - Буроухий листонос, Artibeus phaeotis LR/lc

    - Род: Большеглазые листоносы
      - Малый большеглазый листонос, Chiroderma trinitatum LR/lc
      - Венесуэльский листонос, Chiroderma villosum LR/lc

    - Род: Mesophylla
      - Листонос Макконнелла, Mesophylla macconnelli LR/lc

    - Род: Желтоплечие листоносы
      - Желтоплечий листонос, Sturnira lilium LR/lc
      - Горный желтоплечий листонос, Sturnira ludovici LR/lc
      - Тринидадский листонос, Sturnira tildae LR/lc

    - Род: Листоносы-строители
      - Листонос-строитель, Uroderma bilobatum LR/lc
      - Большемордый листонос, Uroderma magnirostrum LR/lc

    - Род: Желтоухие листоносы
      - Желтоухий листонос Добсона, Vampyressa bidens LR/nt
      - Гвианский желтоухий листонос, Vampyressa brocki LR/nt

    - Род: Vampyrodes
      - Полосатолицый широконос, Vampyrodes caraccioli LR/lc

    - Род: Platyrrhinus
      - Platyrrhinus brachycephalus LR/lc
      - Platyrrhinus helleri LR/lc

  - Подсемейство: Вампировые
    - Род: Diaemus
      - Белокрылый вампир, Diaemus youngi LR/lc
- Семейство: Дымчатые летучие мыши
  - Род: Furipterus
    - Беспалая летучая мышь, Furipterus horrens LR/lc
- Семейство: Американские присосконогие
  - Род: Американские присосконоги
    - Гондурасский присосконог, Thyroptera discifera LR/lc
    - Трёхцветный присосконог, Thyroptera tricolor LR/lc

#### Отряд:Китообразные(киты)
- Подотряд: Усатые киты
  - Семейство: Полосатиковые
    - Подсемейство: Balaenopterinae
      - Род: Полосатики

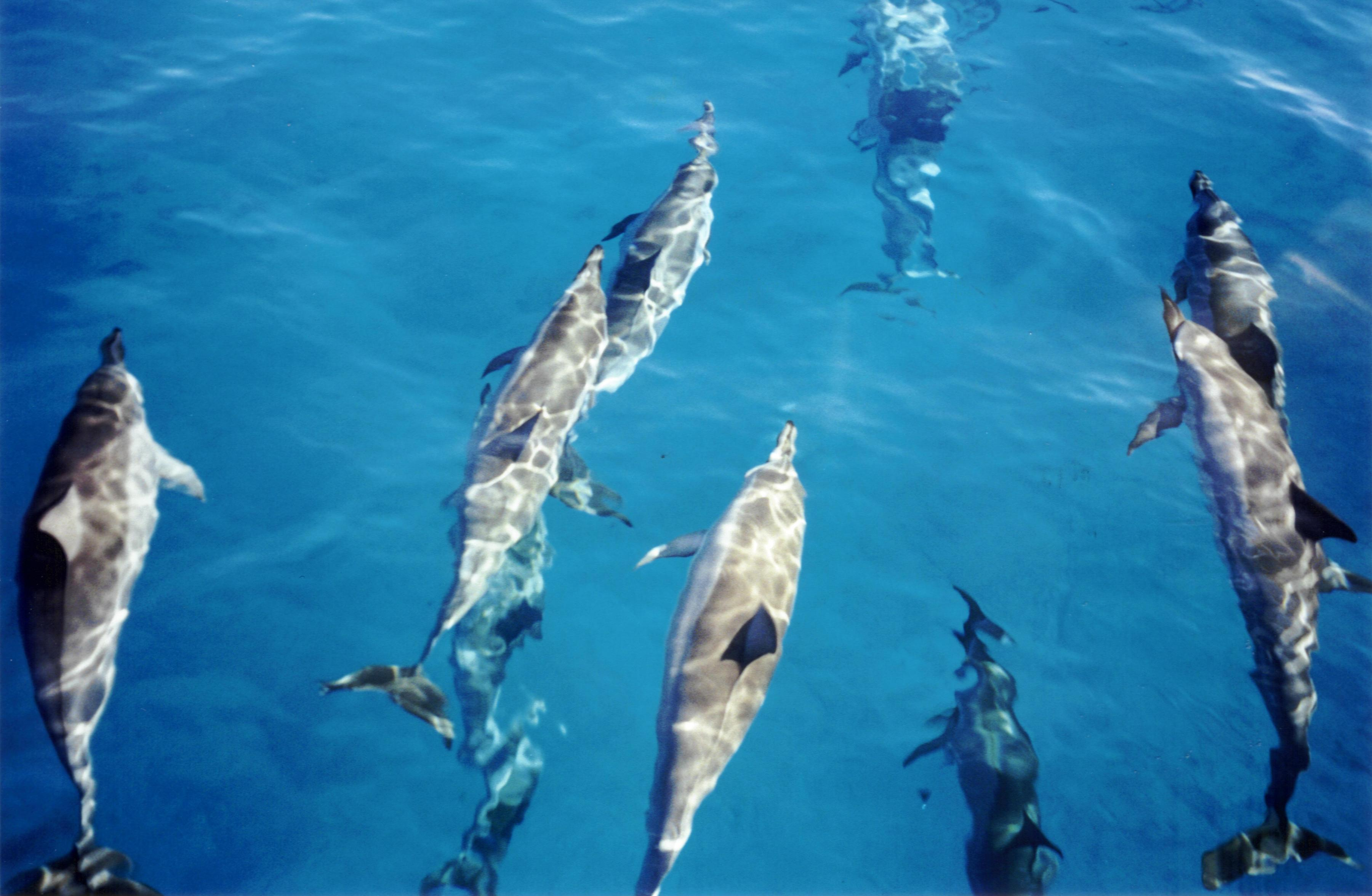
Длиннорылый продельфин

        - Северный малый полосатик, Balaenoptera acutorostrata
        - Сейвал, Balaenoptera borealis
        - Полосатик Брайда, Balaenoptera brydei
        - Синий кит, Balaenoptera musculus
        - Финвал, Balaenoptera physalus

    - Подсемейство: Megapterinae
      - Род: Горбатые киты
        - Горбатый кит, Megaptera novaeangliae
- Подотряд: Зубатые киты
  - Надсемейство: Platanistoidea
    - Семейство: Кашалотовые
      - Род: Кашалоты
        - Кашалот, Physeter macrocephalus VU

    - Семейство: Карликовые кашалоты
      - Род: Карликовые кашалоты
        - Карликовый кашалот, Kogia breviceps DD
        - Малый карликовый кашалот, Kogia sima DD

    - Семейство: Амазонские дельфины
      - Род: Inia
        - Амазонский дельфин, Inia geoffrensis VU

    - Семейство: Клюворыловые
      - Род: Клюворылы
        - Клюворыл, Ziphius cavirostris DD

      - Род: Ремнезубы
        - Тупорылый ремнезуб, Mesoplodon densirostris DD
        - Антильский ремнезуб, Mesoplodon europaeus DD

    - Семейство: Дельфиновые (морские дельфины)
      - Род: Крупнозубые дельфины
        - Крупнозубый дельфин, Steno bredanensis DD

      - Род: Длинноклювые дельфины
        - Sotalia guianensis, Sotalia guianensis DD

      - Род: Продельфины
        - Узкорылый продельфин, Stenella attenuata LR/cd
        - Короткорылый продельфин, Stenella clymene DD
        - Полосатый продельфин, Stenella coeruleoalba LR/cd
        - Большелобый продельфин, Stenella frontalis DD
        - Длиннорылый продельфин, Stenella longirostris DD

      - Род: Афалины
        - Афалина, Tursiops truncatus LR/lc

      - Род: Дельфины-белобочки
        - Длиннорылая белобочка, Delphinus capensis LR/lc

      - Род: Малайзийские дельфины
        - Малайзийский дельфин, Lagenodelphis hosei DD

      - Род: Карликовые косатки
        - Карликовая косатка, Feresa attenuata DD

      - Род: Гринды
        - Короткоплавниковая гринда, Globicephala macrorhynchus DD

      - Род: Косатки
        - Косатка Orcinus orca DD

      - Род: Бесклювые дельфины
        - Широкомордый дельфин, Peponocephala electra DD

      - Род: Малые косатки
        - Малая косатка, Pseudorca crassidens DD

#### Отряд:Хищные(хищники)
- Подотряд: Кошкообразные
  - Семейство: Кошачьи (кошки)
    - Подсемейство: Малые кошки
      - Род: Южноамериканские кошки
        - Оцелот, Leopardus pardalis LC

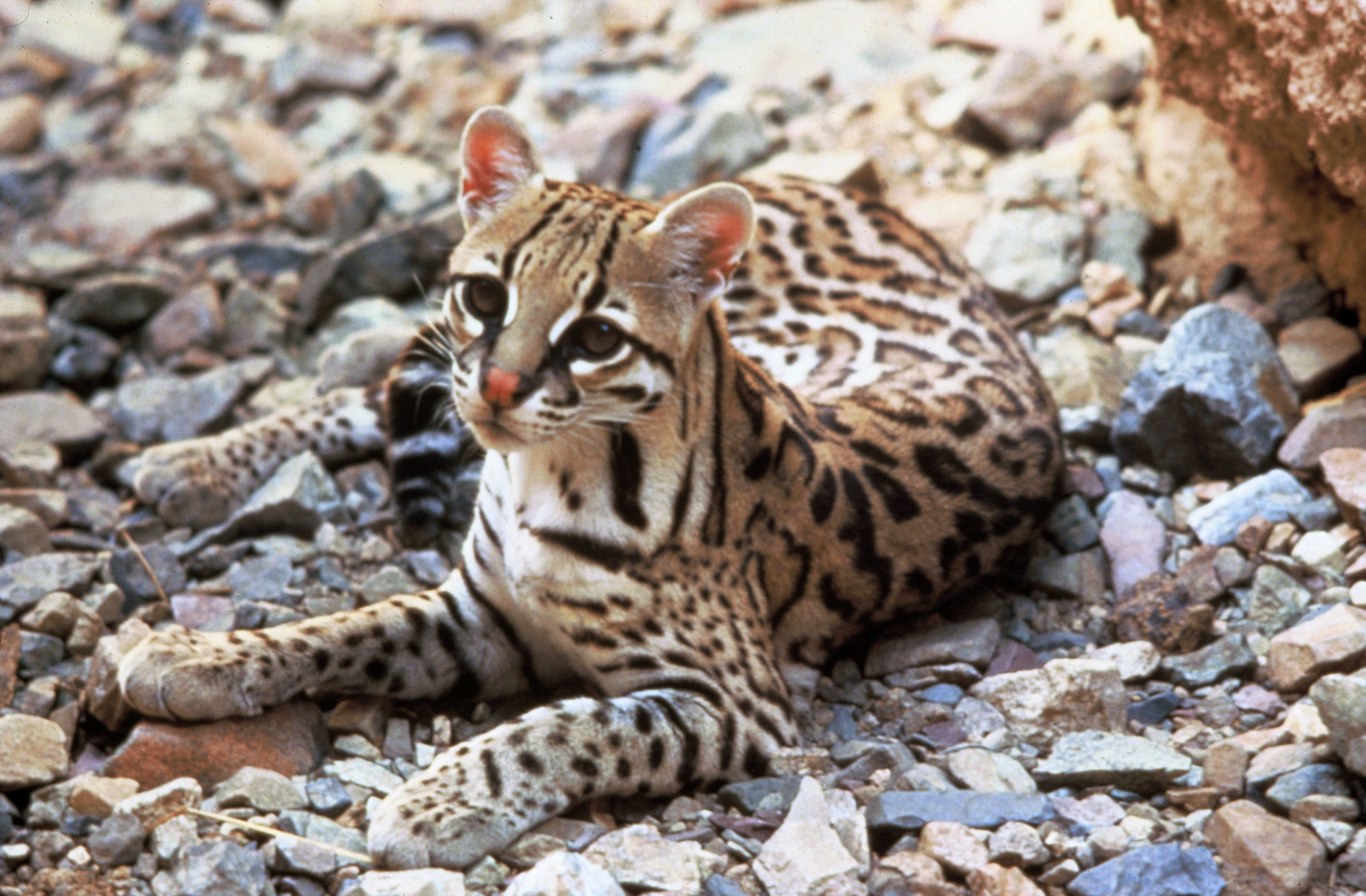
Оцелот

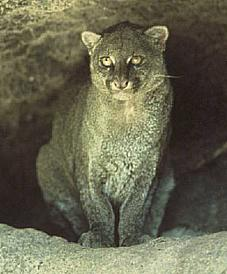
Ягуарунди

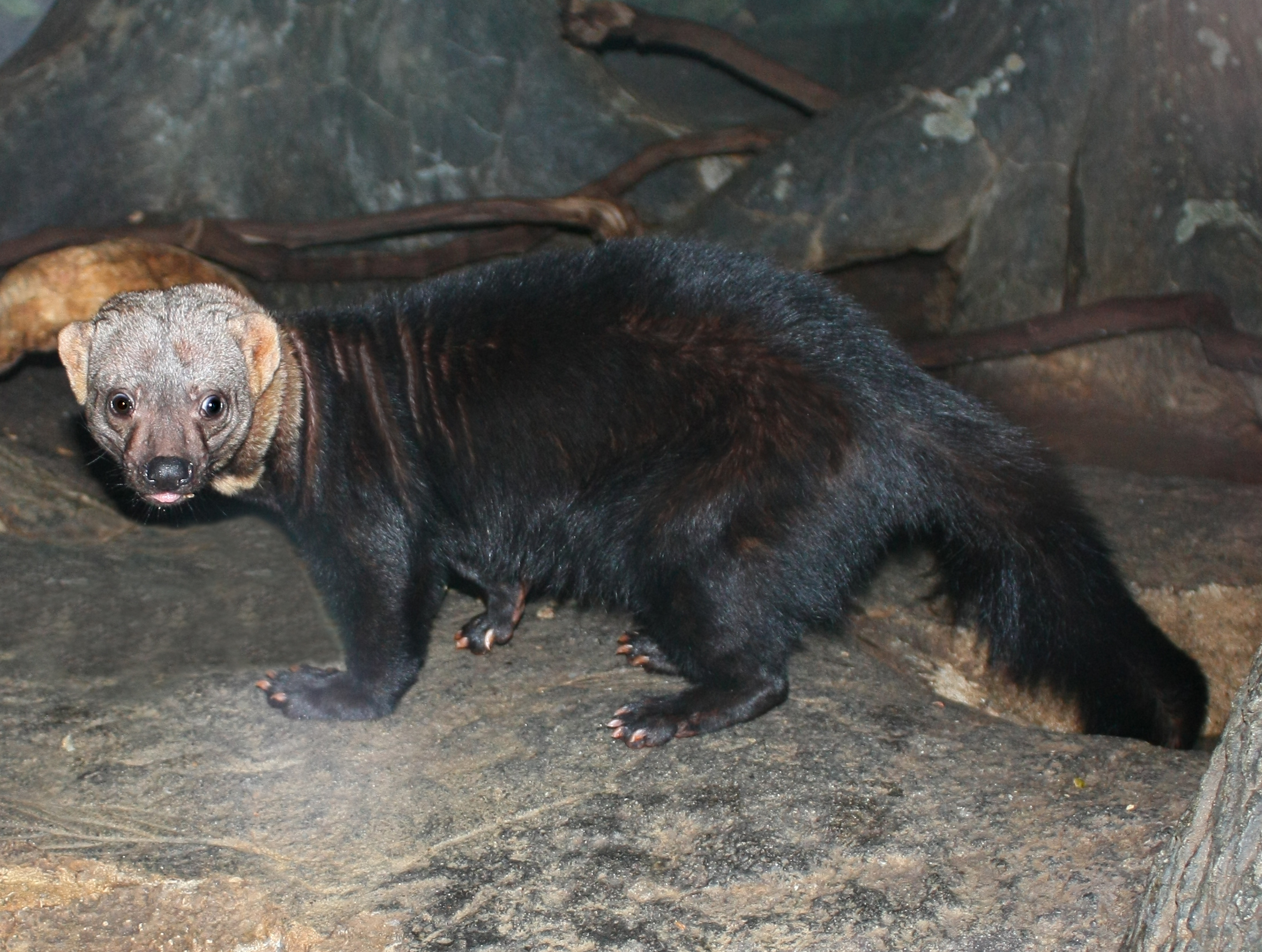
Тайра

        - Онцилла, Leopardus tigrinus NT
        - Длиннохвостая кошка, Leopardus wiedii LC

      - Род: Пумы
        - Пума, Puma concolor NT
        - Ягуарунди, Puma yagouaroundi LC

    - Подсемейство: Большие кошки
      - Род: Пантеры
        - Ягуар, Panthera onca NT
- Подотряд: Собакообразные
  - Семейство: Псовые (собаки, лисы)
    - Род: Майконги
      - Майконг, Cerdocyon thous LC

    - Род: Кустарниковые собаки
      - Кустарниковая собака, Speothos venaticus VU

  - Семейство: Енотовые (еноты)
    - Род: Еноты
      - Енот-ракоед, Procyon cancrivorus LR/lc

    - Род: Носухи
      - Обыкновенная носуха, Nasua nasua LR/lc

    - Род: Potos
      - Кинкажу, Potos flavus LR/lc

    - Род: Олинго
      - Олинго Аллена, Bassaricyon alleni LR/lc

  - Семейство: Куньи (куньи)
    - Род: Хорьки
      - Длиннохвостая ласка, Mustela frenata LR/lc

    - Род: Тайры
      - Тайра, Eira barbara LR/lc

    - Род: Гризоны
      - Гризон Galictis vittata LR/lc

    - Род: Американские выдры
      - Длиннохвостая выдра, Lontra longicaudis DD

    - Род: Pteronura
      - Бразильская выдра, Pteronura brasiliensis EN

  - Семейство: Скунсовые
    - Род: Свиноносые скунсы
      - Полуполосый скунс, Conepatus semistriatus LR/lc

#### Отряд:Непарнокопытные(непарнокопытные)
- Семейство: Тапировые (тапиры)
  - Род: Тапиры

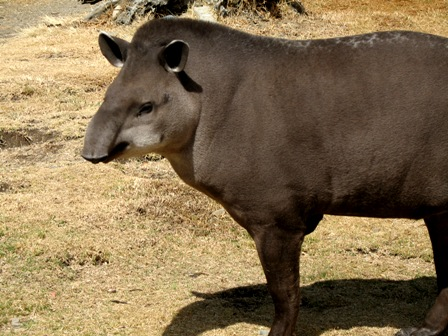
Равнинный тапир

    - Равнинный тапир, Tapirus terrestris VU

#### Отряд:Парнокопытные(парнокопытные)
- Семейство: Пекариевые (пекари)
  - Род: Pecari

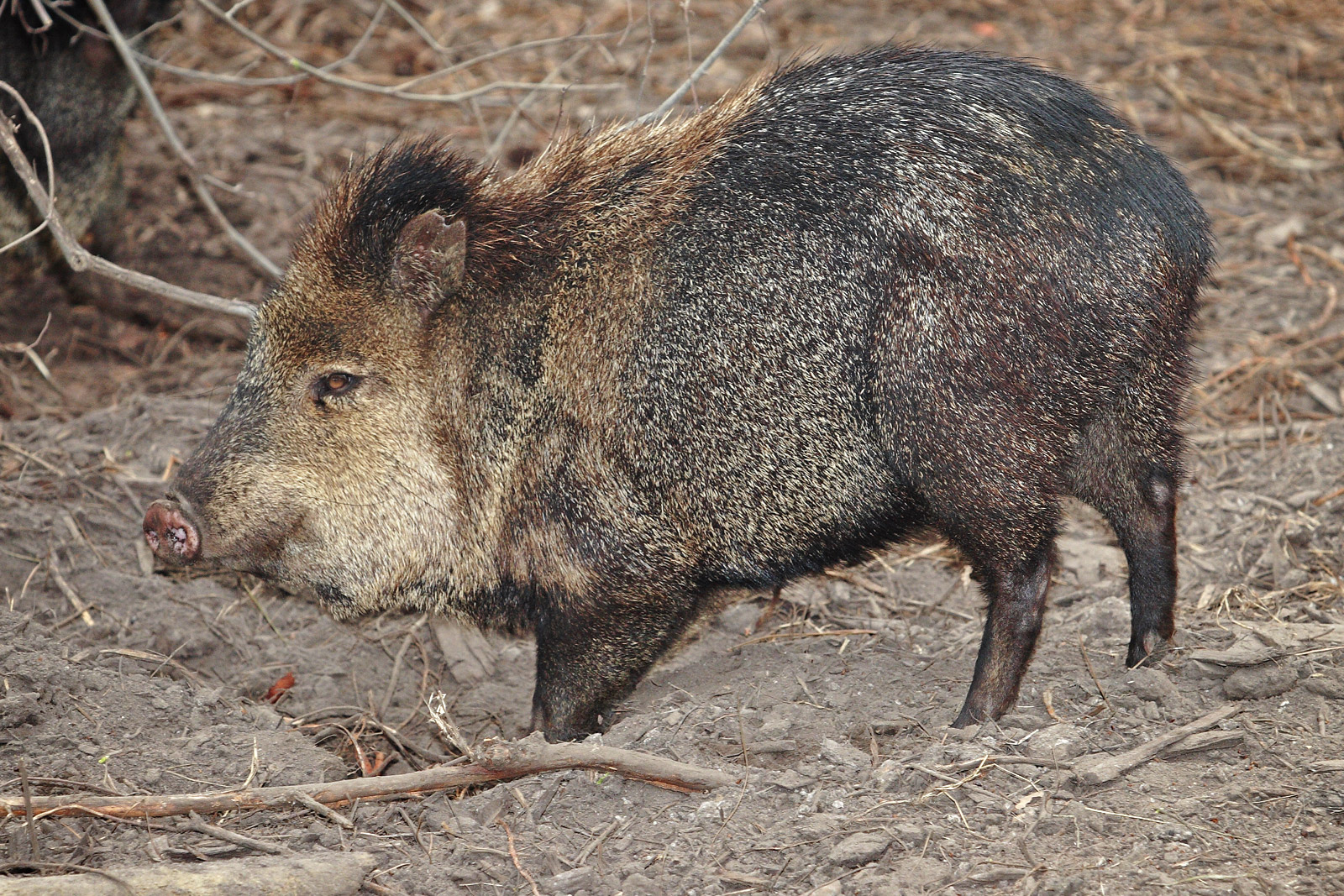
Ошейниковый пекари

    - Ошейниковый пекари, Pecari tajacu LC

  - Род: Tayassu
    - Белобородый пекари, Tayassu pecari NT
- Семейство: Оленевые (олени)
  - Подсемейство: Capreolinae
    - Род: Мазамы
      - Большой мазама, Mazama americana DD
      - Серый мазама, Mazama gouazoupira DD

    - Род: Американские олени
      - Белохвостый олень, Odocoileus virginianus LR/lc

### Инфракласс:Сумчатые

#### Отряд:Опоссумы(обыкновенные опоссумы)

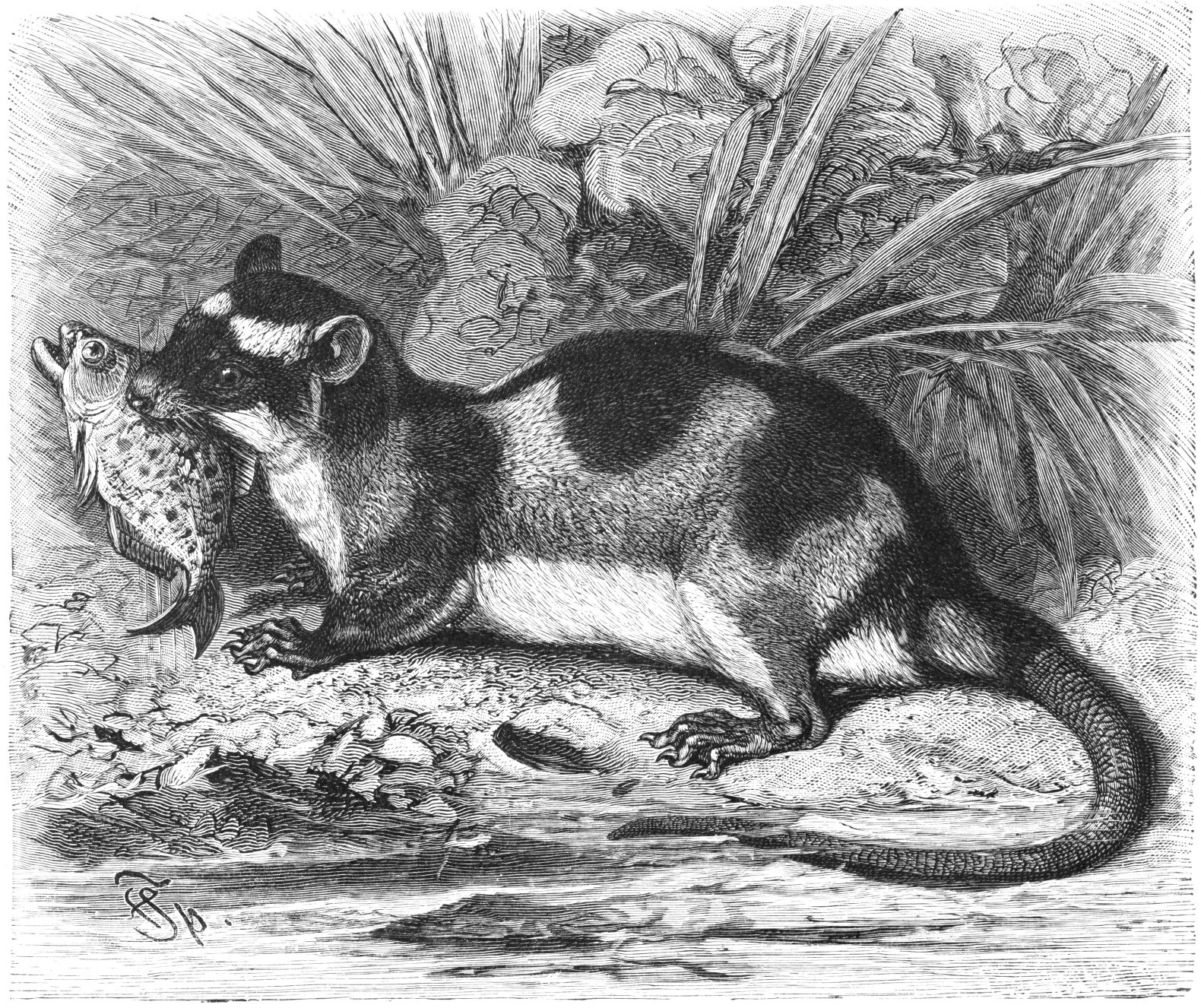
Водяной опоссум

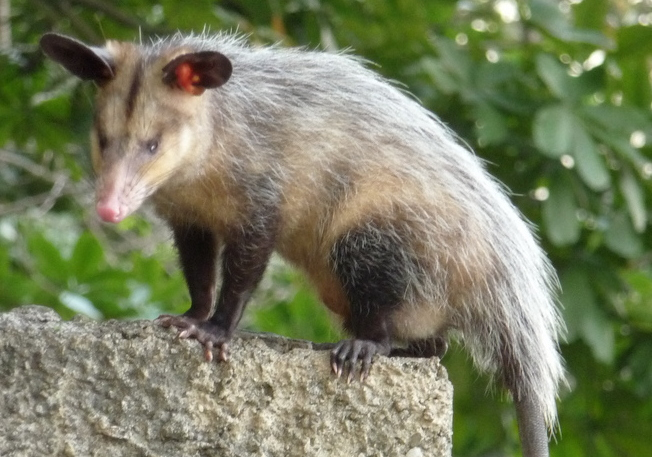
Южный опоссум

- Семейство: Опоссумовые (американские опоссумы)
  - Подсемейство: Caluromyinae
    - Род: Пушистые опоссумы
      - Голохвостый пушистый опоссум, Caluromys philander LR/nt

  - Подсемейство: Didelphinae
    - Род: Водяные опоссумы
      - Водяной опоссум, Chironectes minimus LR/nt

    - Род: Обыкновенные опоссумы
      - Белобрюхий опоссум, Didelphis albiventris LR/lc
      - Южный опоссум, Didelphis marsupialis LR/lc

    - Род: Hyladelphys
      - Hyladelphys kalinowskii DD

    - Род: Толстохвостые опоссумы
      - Толстохвостый опоссум, Lutreolina crassicaudata LR/lc

    - Род: Мышиные опоссумы
      - Marmosa demerarae LR/lc
      - Обыкновенный мышиный опоссум, Marmosa murina LR/lc

    - Род: Стройные опоссумы
      - Мелкозубый стройный опоссум, Marmosops parvidens LR/nt

    - Род: Буролицые опоссумы
      - Бурый четырёхглазый опоссум, Metachirus nudicaudatus LR/lc

    - Род: Четырёхглазые опоссумы
      - Серый четырёхглазый опоссум, Philander opossum LR/lc